# Peixoto de Azevedo
Peixoto de Azevedo là một đô thị thuộc bang Mato Grosso, Brasil. Đô thị này có diện tích 14398,661 km², dân số năm 2007 là 28917 người, mật độ 2,01 người/km².